# Lepista personata
Lepista personata (Elias Magnus Fries, 1818 ex Mordecai Cubitt Cooke, 1871), sin. Lepista saeva (Elias Magnus Fries, 1818 ex Peter Darbishire Orton, 1960) din încrengătura Basidiomycota în familia Tricholomataceae și de genul Lepista, este o specie saprotrofă de ciuperci comestibile, denumită în popor violetă falsă, nicorete sau ciuperca vulpii. Ea se poate găsi în România, Basarabia și Bucovina de Nord, preponderent în locuri deschise, în zone cu iarbă, pe pășuni, prin parcuri, la marginea pădurilor de foioase, mai rar prin luminișuri, chiar și pe grămezi de compost, formând șiruri și cercuri de vrăjitoare cu multe exemplare care uneori se ating și chiar se suprapun. Bureții apar de la câmpie până la munte, mai întâi din aprilie până mai, apoi încă odată din septembrie până noiembrie (decembrie).
Numele generic este derivat din cuvântul latin (latină lepista=blid de băut și epitetul de la (latină personatus=mascat, costumat).

## Taxonomie

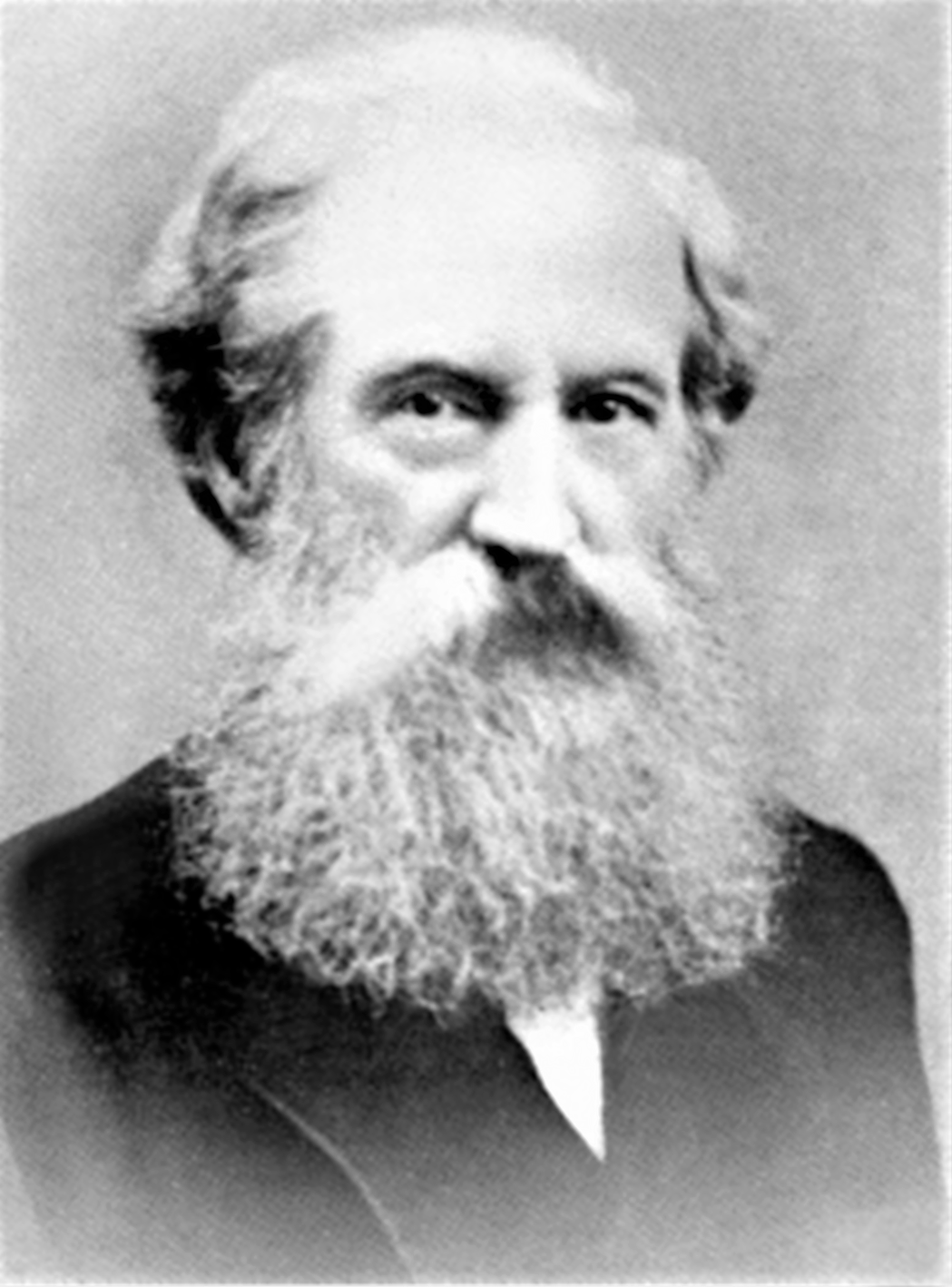
M. C. Cooke

Numele binomial a fost creat de renumitul micolog suedez Elias Magnus Fries ca Agaricus personatus, de verificat în volumul 2 al operei sale Observationes mycologicae din 1818. Apoi, în 1871, a purtat pentru multe decenii numele Tricholoma personatum (de mai găsit în cărți micologice mai vechi), dat de micologul german Paul Kummer.
Dar, după ce micologul american Worthington George Smith a creat în 1870 genul Lepista, compatriotul său Mordecai Cubitt Cooke a transferat specia la acest gen sub păstrarea epitetului, de citit în volumul 1 al lucrării sale Handbook of British Fungi, with full descriptions of all the species and illustrations of the genera din 1871. Această denumire a stat pentru mult timp în concurență cu cea a lui Kummer, dar s-a impus în final, fiind valabilă până în prezent (2019).
De menționat este, că americanul Peter Darbishire Orton a încercat o redenumire în Lepista saeva în 1960, fiind mult folosită, deci acceptată doar sinonim de comitetele de nomenclatură Index Fungorum și Mycobank. Celelalte sinonime nu sunt uzate.

## Descriere

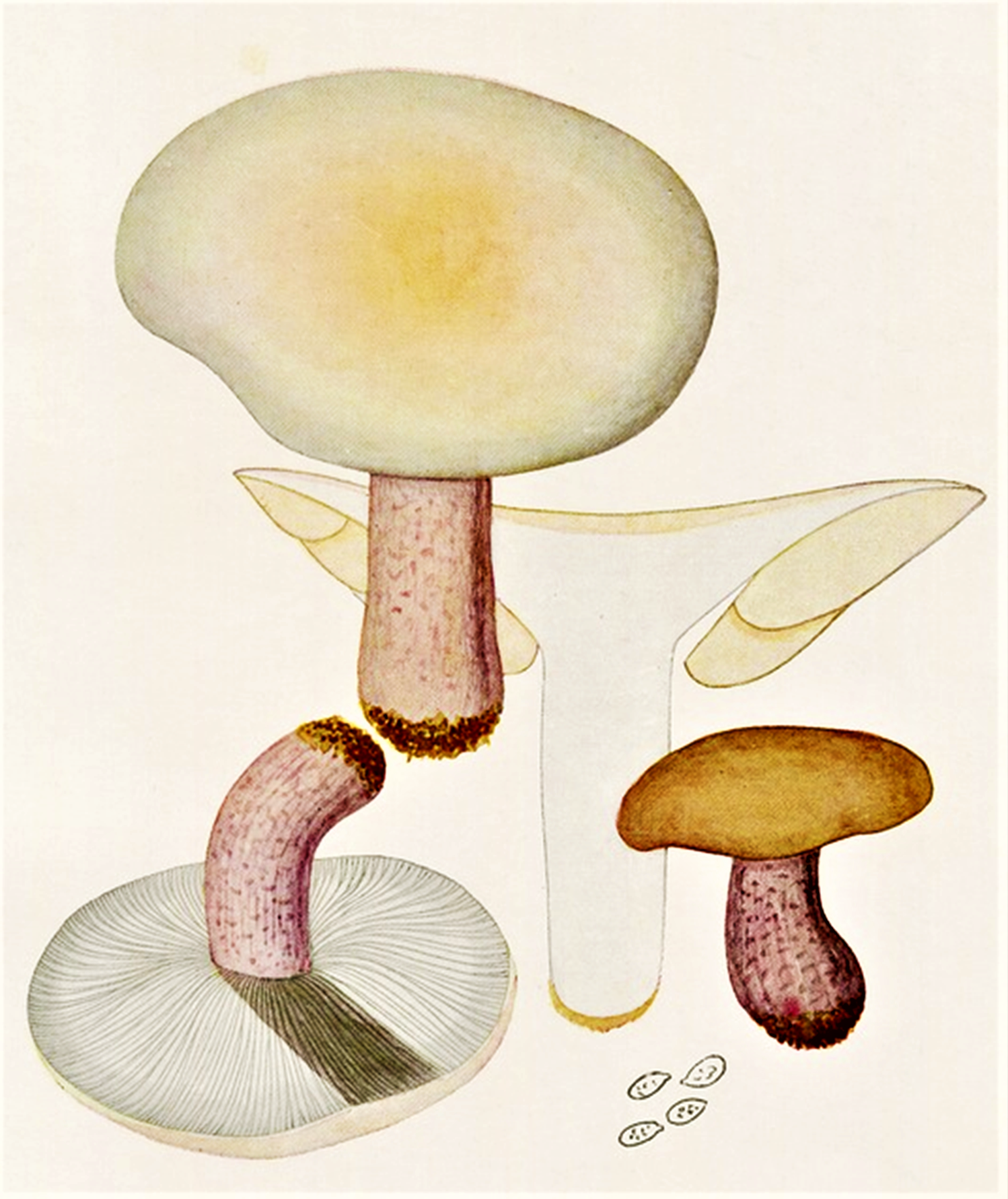
Bres.: T. personatum

- Pălăria: are un diametru de aproximativ 5-15 (20) cm, este slab higrofană, cărnoasă și compactă, dar în vârstă spongioasă, fiind inițial semisferică, ulterior convexconvexă cu marginea răsucită spre interior, ca apoi, la maturitate, să devină din ce în ce mai aplatizată, la bătrânețe adâncită în centru cu marginea ascuțită, întoarsă în sus și suprafața ondulată neregulat. Cuticula este netedă, mată, la umezeală lucioasă cu un aspect uleios și brumată în tinerețe. Coloritul pălăriei variază între galben-pai, bej, gri-brun și gri-albăstrui, adesea cu nuanțe rozalii, dar nu este niciodată violet-roșiatic sau complet brun.
- Lamelele: subțiri, dense, ușor ondulate, cu lameluțe intercalate, sunt bombat aderate la picior, muchiile fiind adesea grosier dințate. Culoarea, în tinerețe albicioasă, schimbă repede spre crem, gri-maroniu, în vârstă brun deschis. Uneori au un reflex roz sau liliaceu.
- Piciorul: are o înălțime de 6-8 (12) cm și o lățime de 1,5-3,5 cm, cu o coajă netedă cu fibre verticale sugerate, fiind plin, fibros, în vârstă poros, cilindric și îngroșat spre bază. Coloritul lui, spre bază mai puternic, este pal albastru-violet sau roșiatic-purpuriu, decolorându-se în regulă la bătrânețe. Nu prezintă un inel.
- Carnea: este în pălărie cărnoasă, fragilă, la bătrânețe spongioasă, iar în picior fibroasă vertical, devenind cu timpul poroasă, fiind de culoare inițial albicioasă, apoi crem cu nuanțe palide de albastru-liliaceu, roșiatic-liliaceu sau gri-roz care este spre bază mai puternică. Mirosul este plăcut aromatic, slab parfumat și gustul dulceag-amărui, amintind de nuci.[5][6]
- Caracteristici microscopice: are spori netezi, elipsoidali, hialini (translucizi), cu o mărime de 7-8 x 4-4,5 (la unele variații 5) microni. Pulberea lor este gri-roz. Basidiile cu 4 sterigme fiecare au o formă de măciucă și măsoară 30-35  x 7-8 microni.[14]
- Reacții chimice: Carnea buretelui se decolorează cu fenol după 15 minute brun-purpuriu, cu lactofenol imediat violet-purpuriu și cu tinctură de Guaiacum în 8 minute albastru.[15]

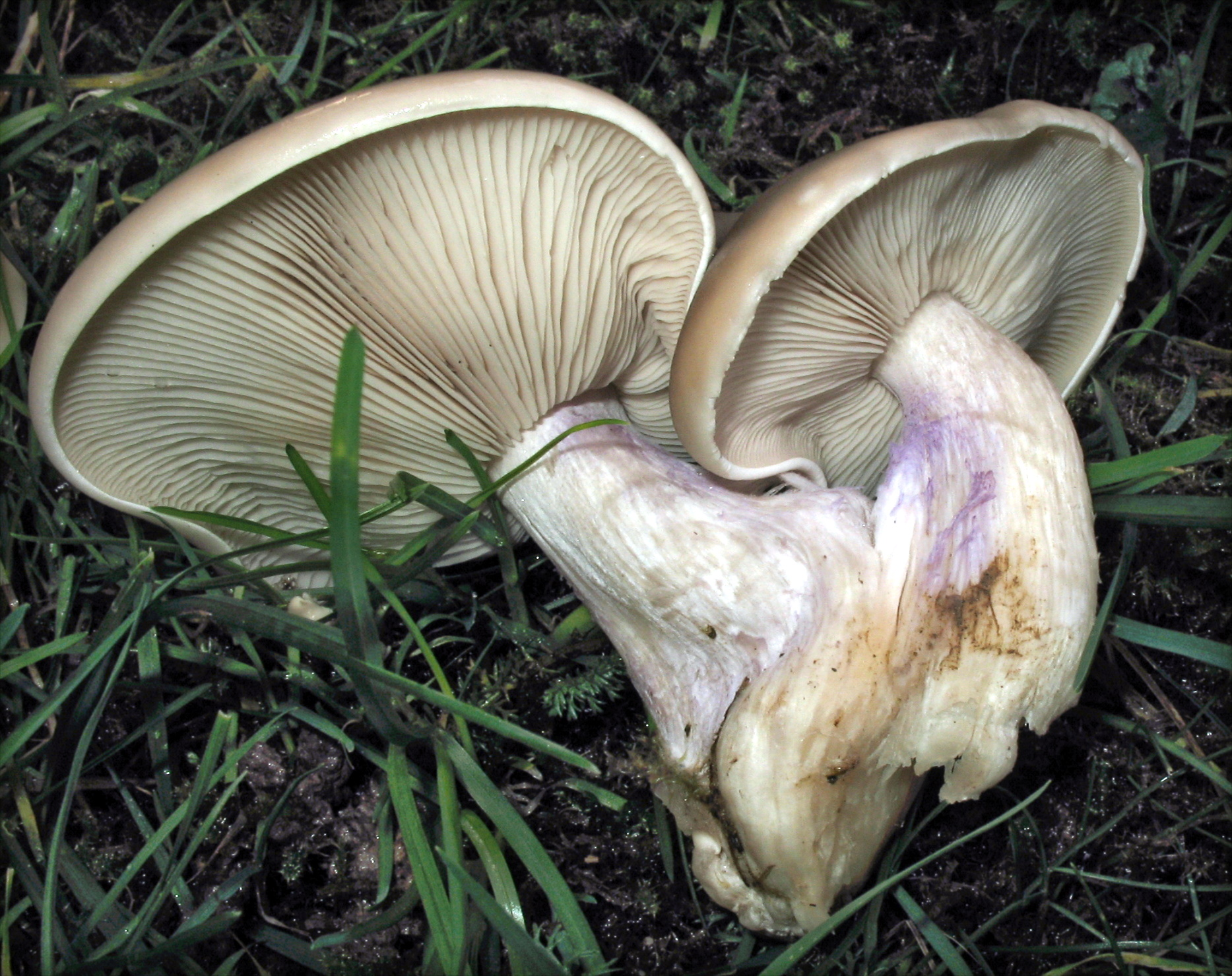
L. personata, lamele și picior
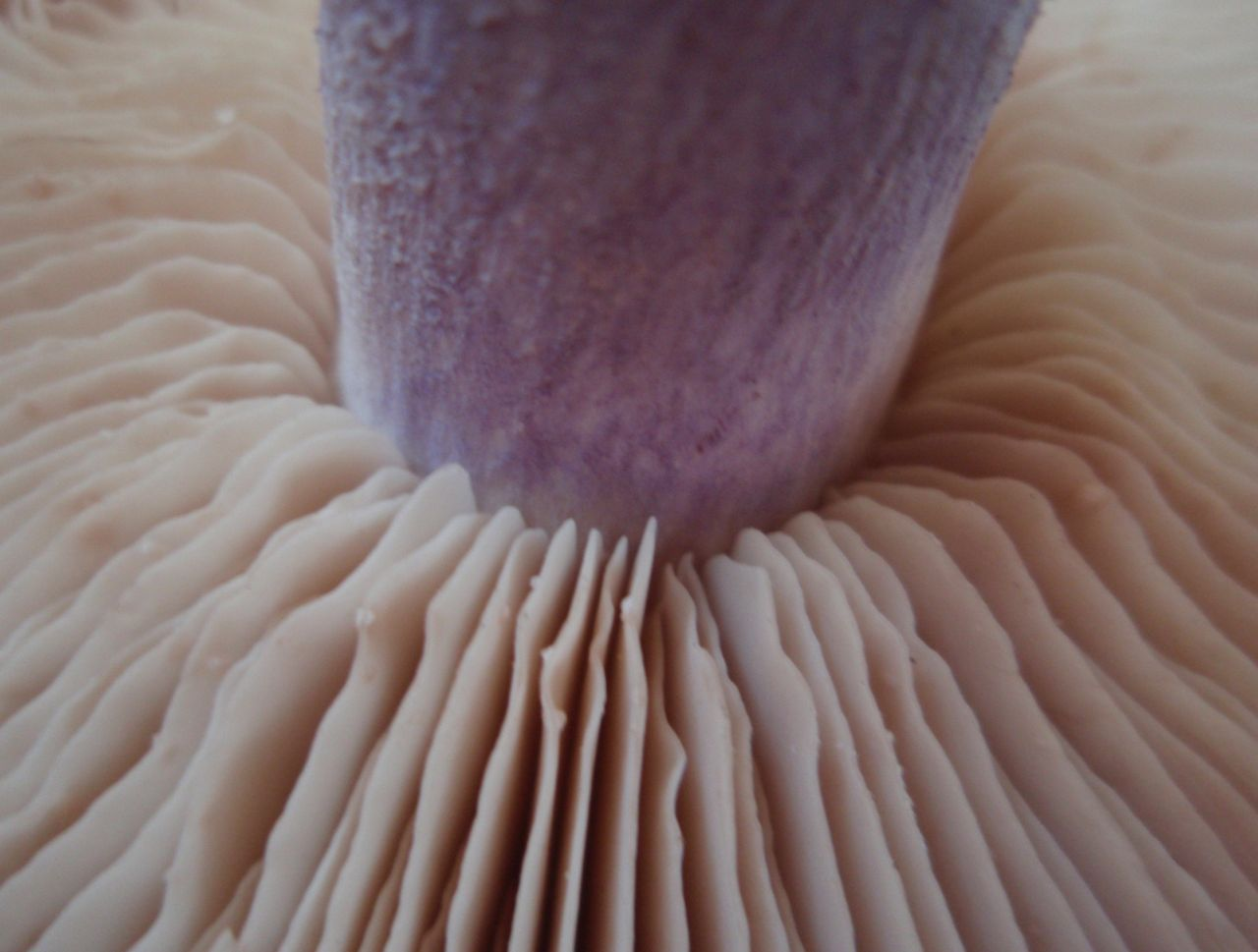
L. personata, lamele din apropiere
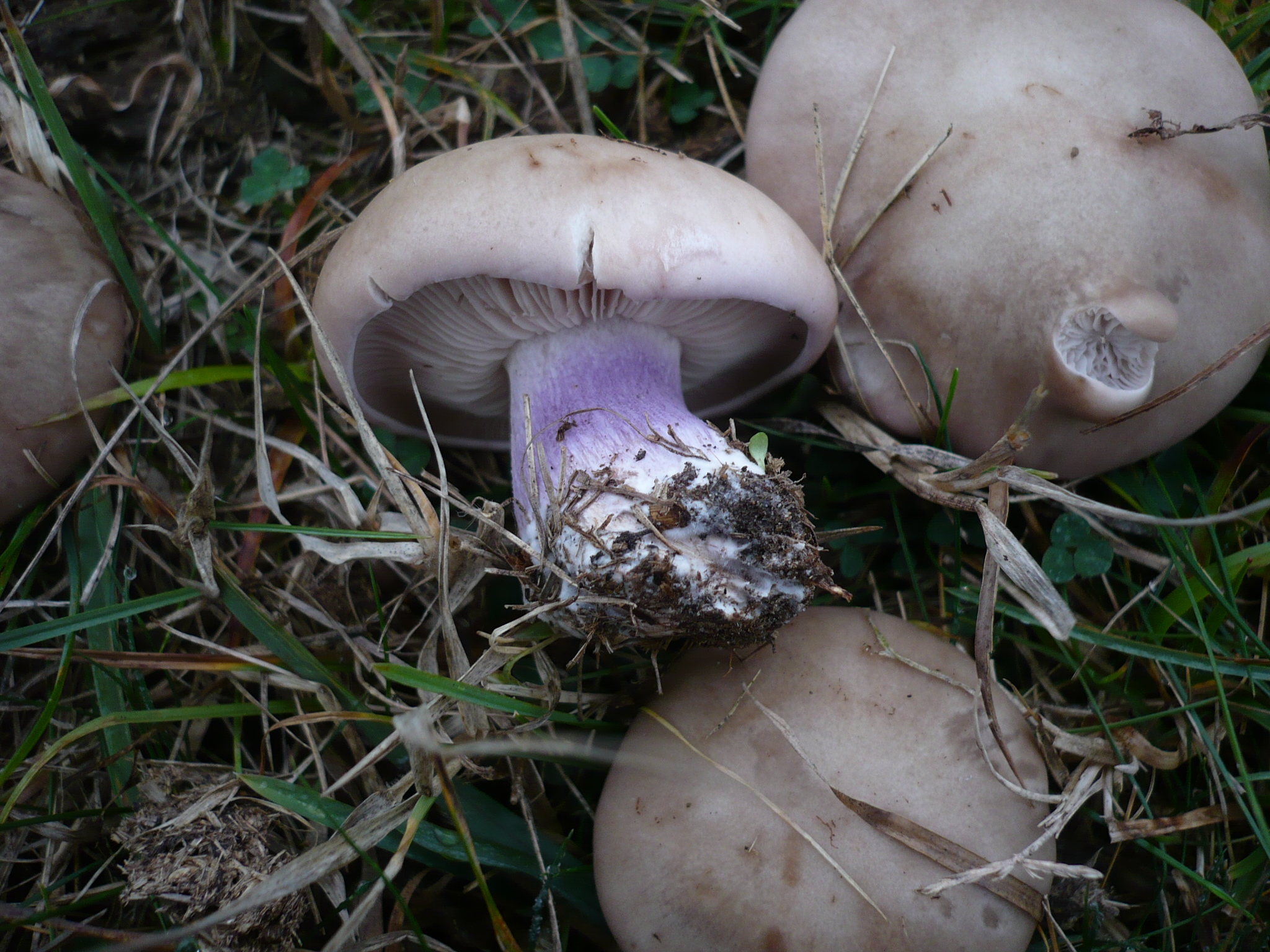
L. personata mai tinere
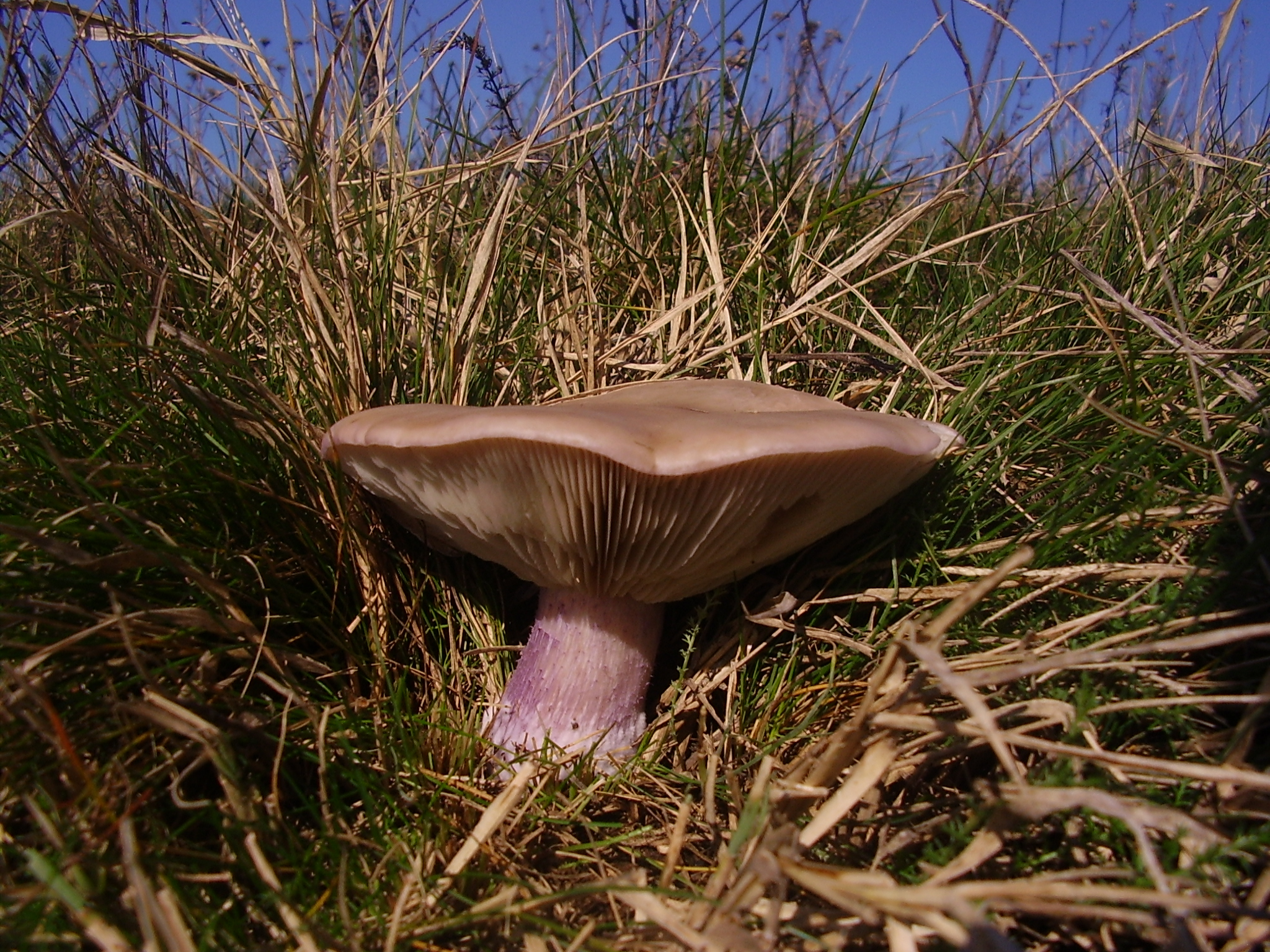
L. personata bătrână
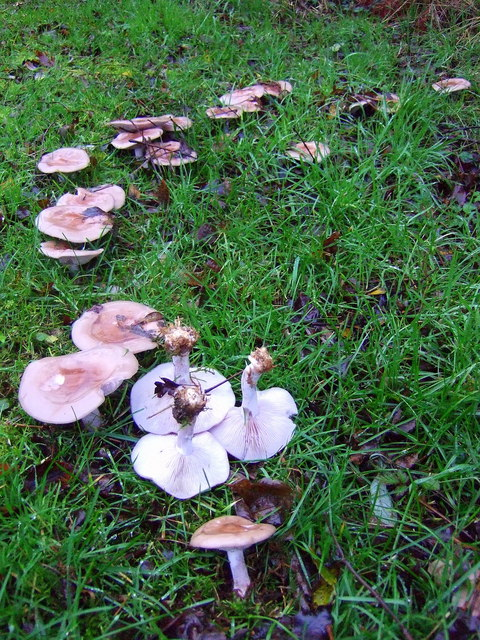
L. personata în cerc de vrăjitoare

## Confuzii
Lepista personata poate fi confundată ușor cu alte specii de colorit similar, în special cu surata ei mai puțin savuroasă Lepista nuda, dar și cu Clitocybe nebularis, (limitat comestibilă, pălărie albicioasă, cenușie sau gri-brună, destul de similară în aparență cu Lepista nuda, lamele albicioase până crem-gălbuie, miros tipic foarte aromatic și ceva de făină, gust plăcut), Cortinarius alboviolaceus (necomestibil, în tinerețe cu lamele gri-violete, miros și gust de cartofi cruzi), Cortinarius balteatus (tânăr comestibil),  Cortinarius caerulescens (necomestibil), Cortinarius camphoratus (necomestibil), Cortinarius cyanites (necomestibil, în tinerețe cu lamele albastru-violete, la bătrânețe brun-violete, miros dulcișor și gust amar), Cortinarius iodes (comestibil, cu cuticulă mucoasă, în tinerețe cu lamele violete, carnea fiind albă, miros și gust neostentativ), Cortinarius purpurascens (comestibil), Cortinarius salor (comestibil, cu cuticulă mucoasă, în tinerețe cu lamele violete, carnea fiind albicioasă până gri-brună cu nuanțe de albastru, miros și gust neostentativ), Cortinarius traganus (otrăvitor), Cortinarius violaceus (comestibil, pălăria, lamelele și carnea albastru-violet, miros de lemn de cedru și gust plăcut), respectiv Lepista glaucocana (comestibilă, cuticulă gri-albăstruie, lamele gri-violete sau roze, miros pământos) sau Lepista sordida (comestibilă, mai mică și de colorit mai deschis, miros tare aromatic, ceva de pământ, câteodată de cianură.

## Specii asemănătoare

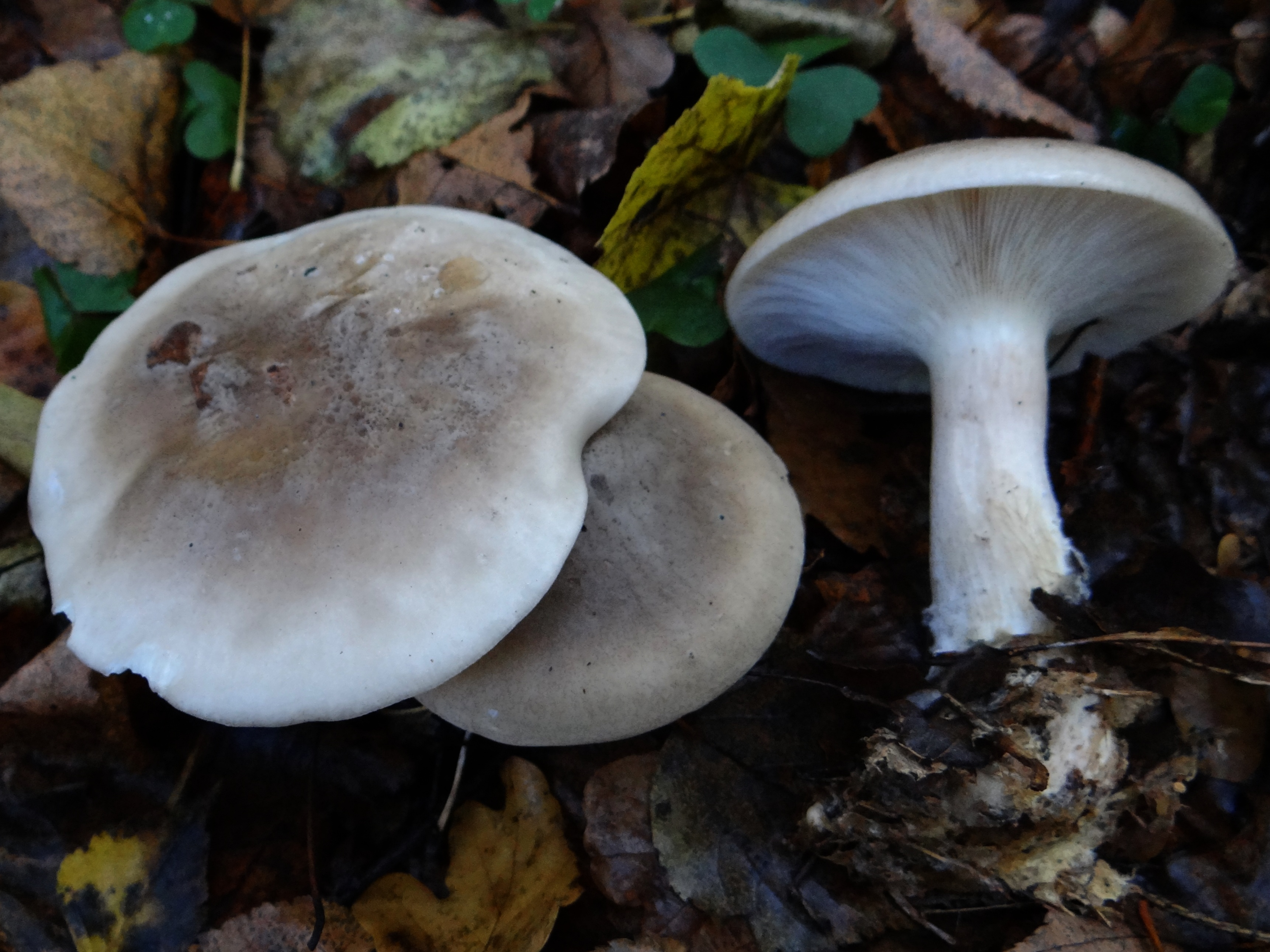
Clitocybe nebularis
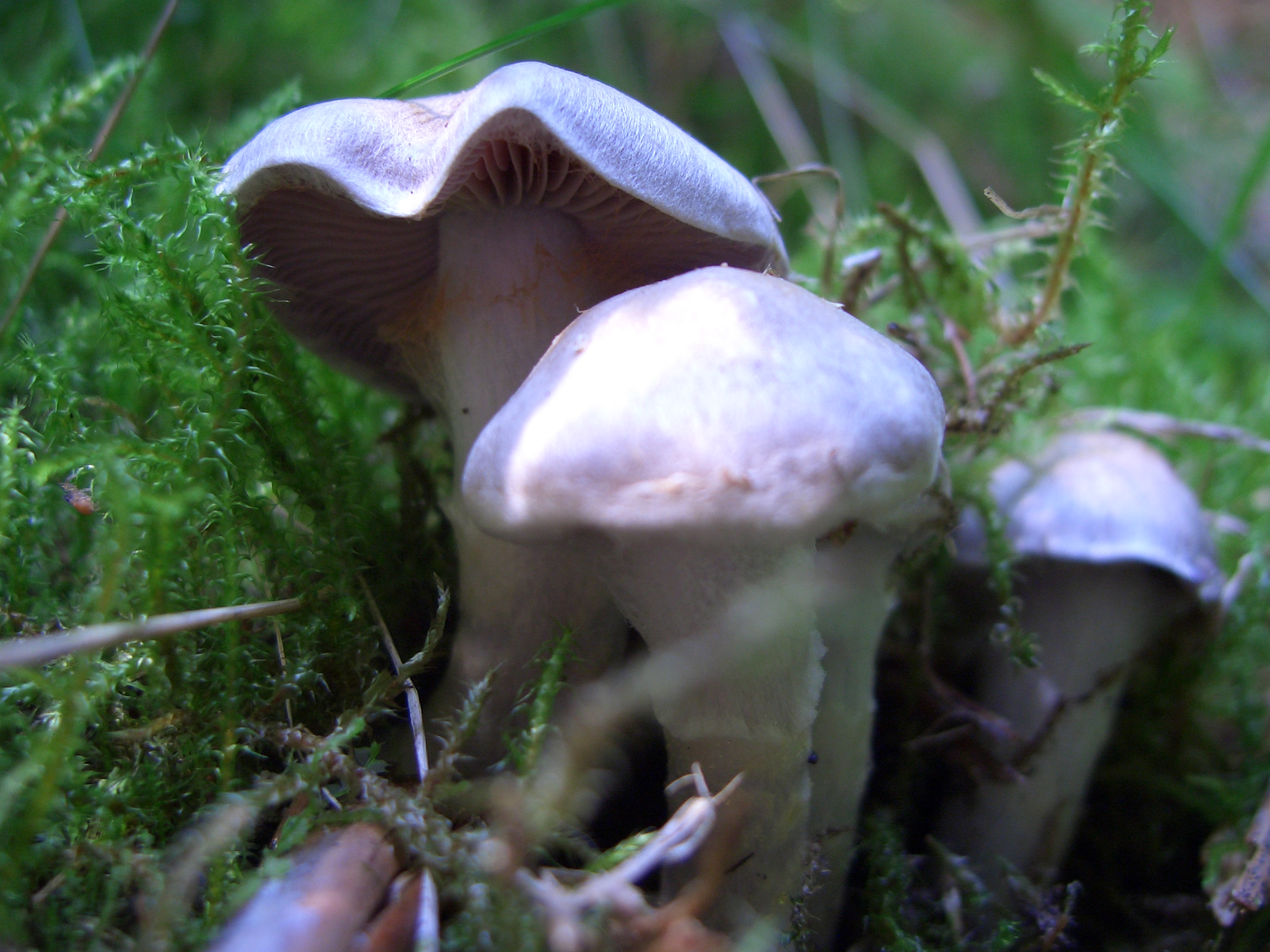
!Cortinarius-alboviolaceus!
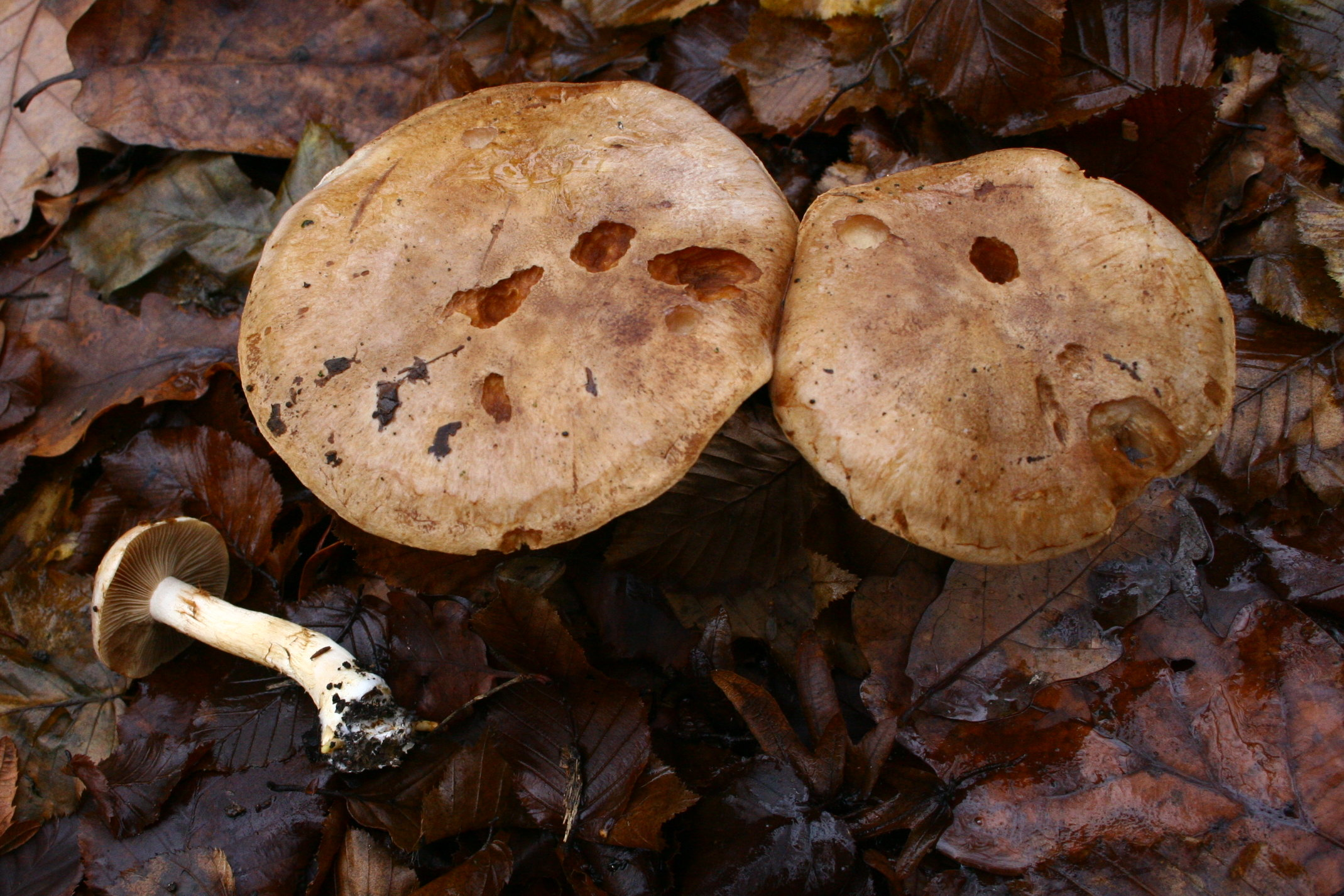
Cortinarius balteatus
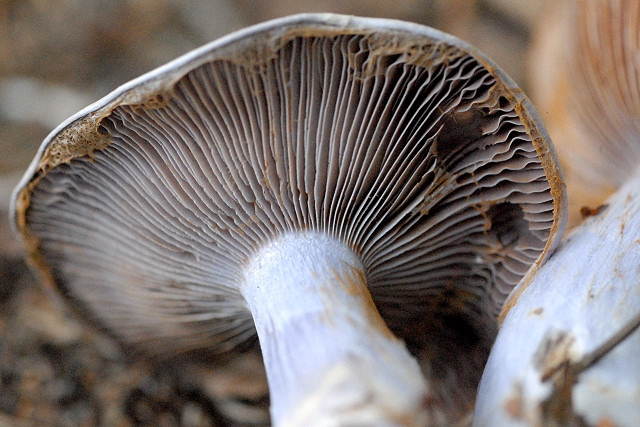
!Cortinarius caerulescens!
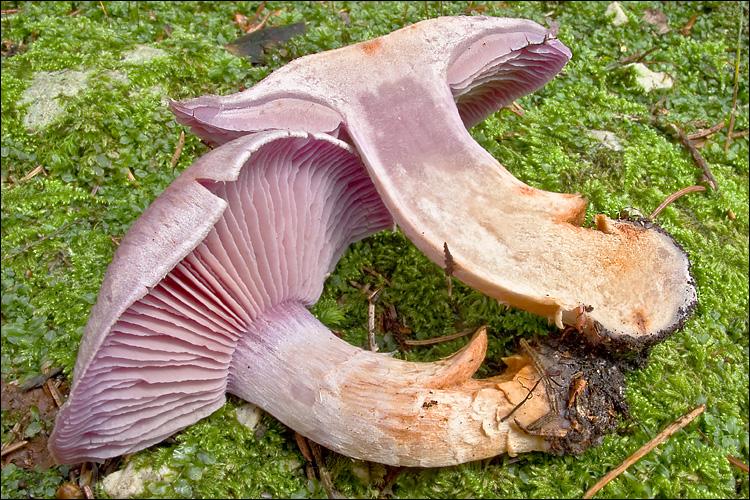
!Cortinarius camphoratus!
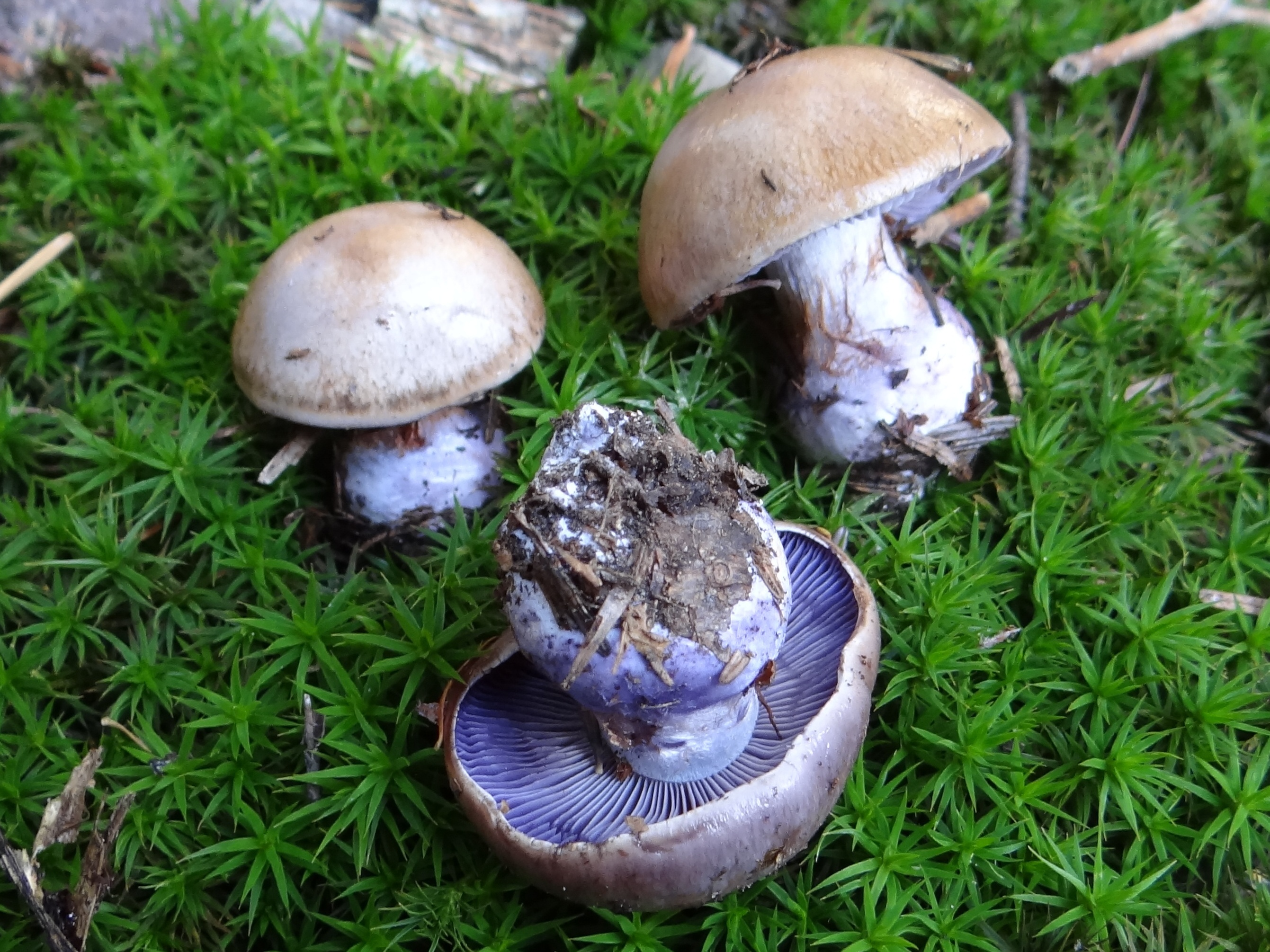
!Cortinarius cyanites!
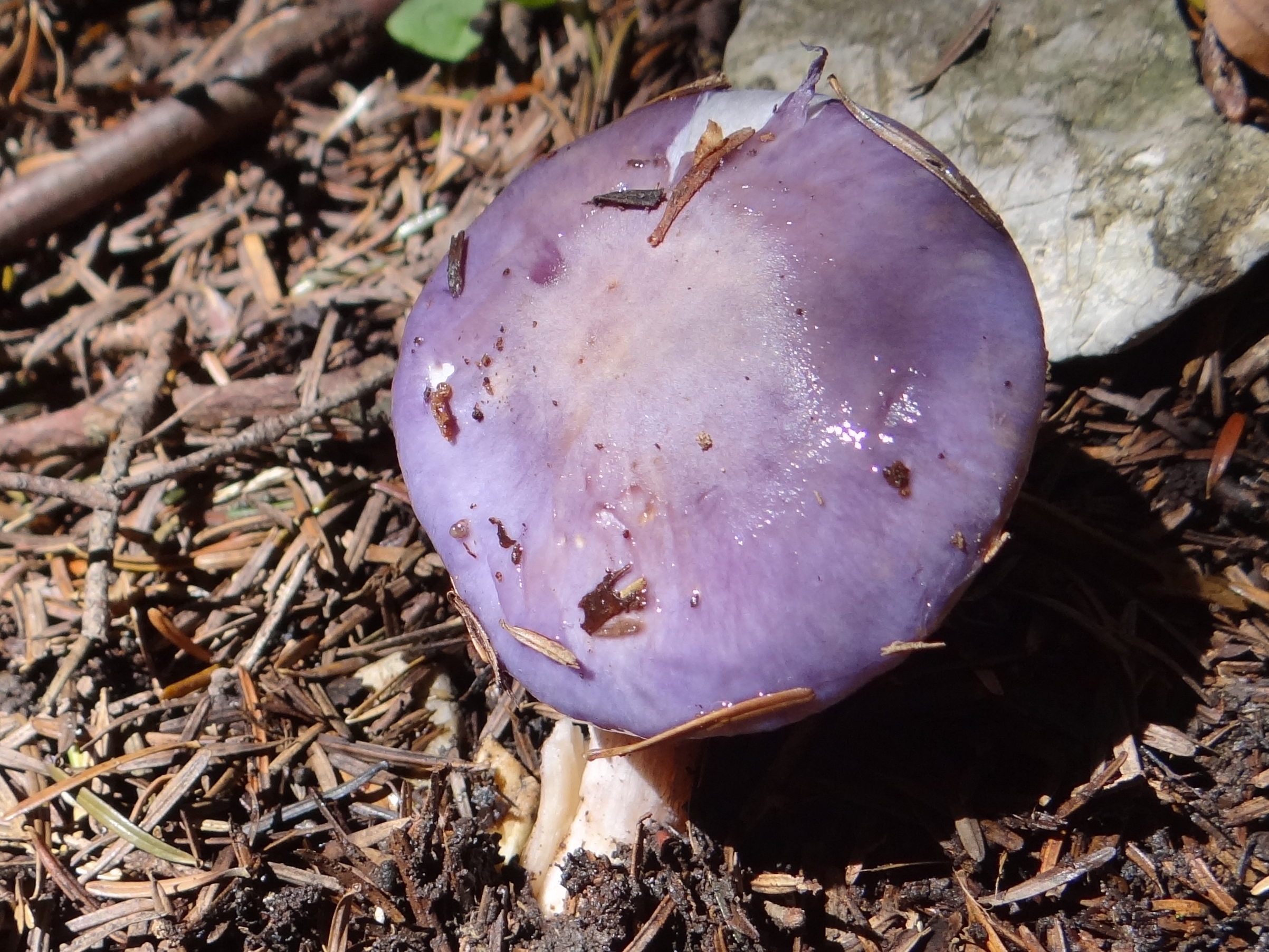
Cortinarius salor
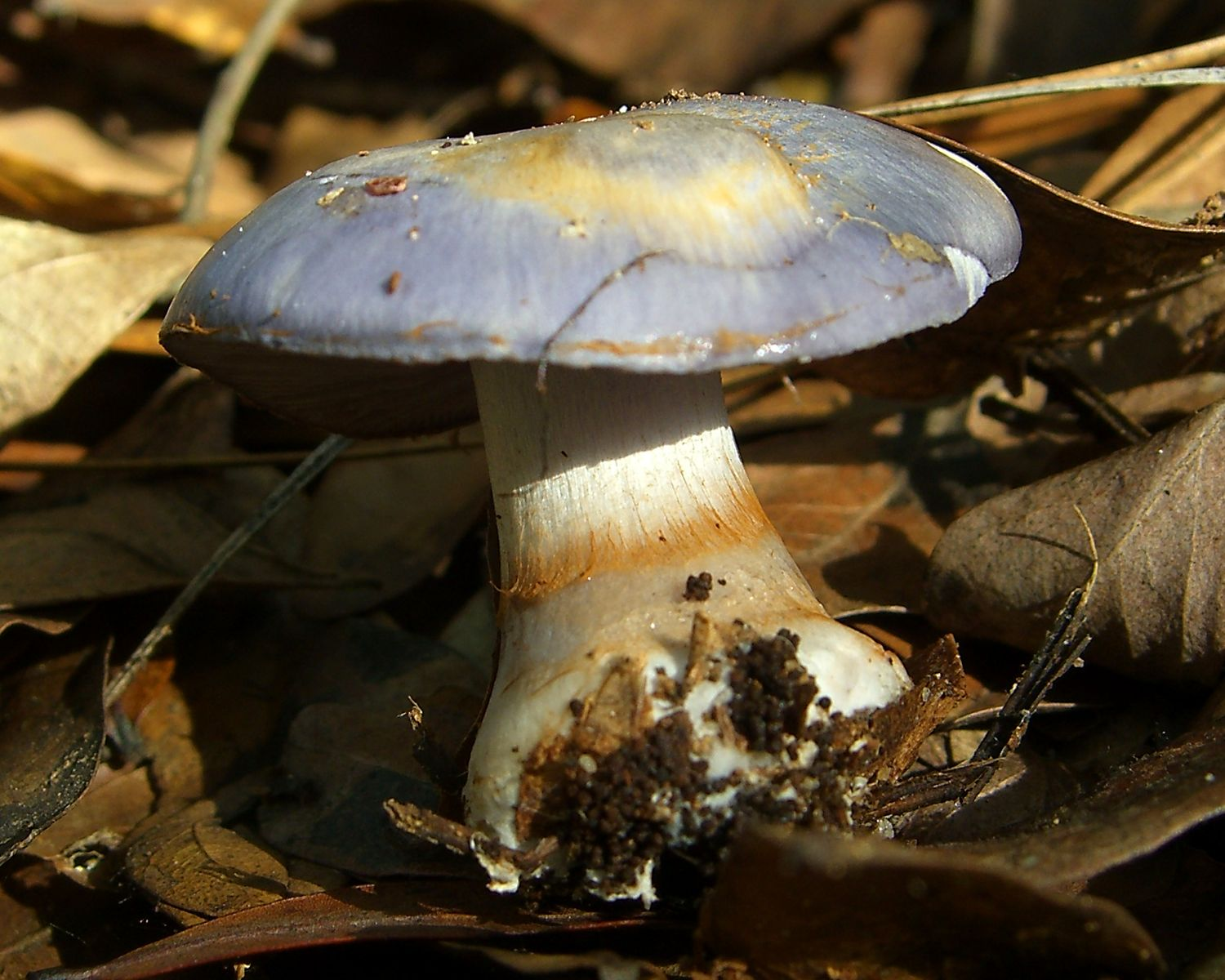
Cortinarius iodes

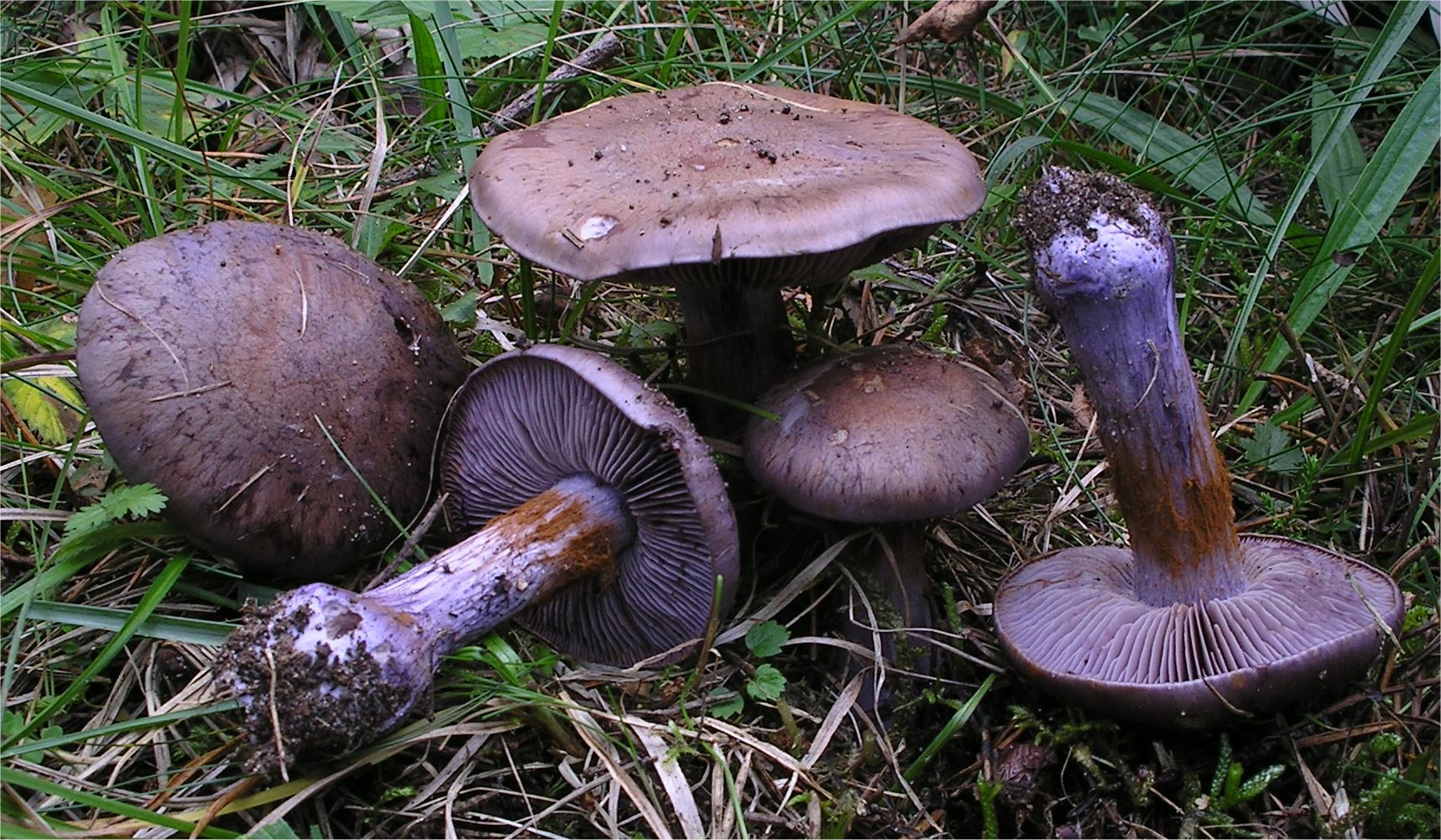
Cortinarius purpurascens
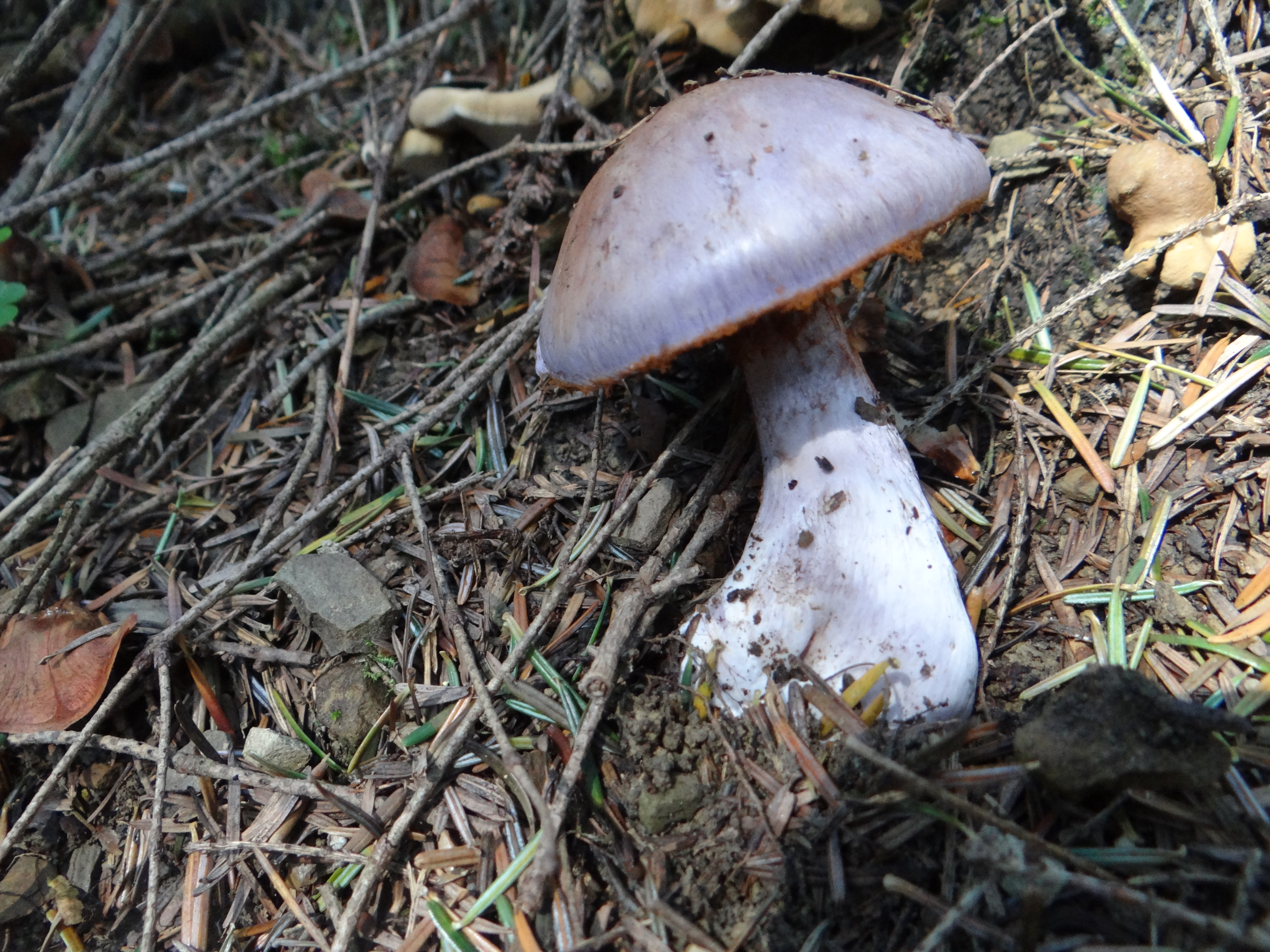
!Cortinarius traganus!
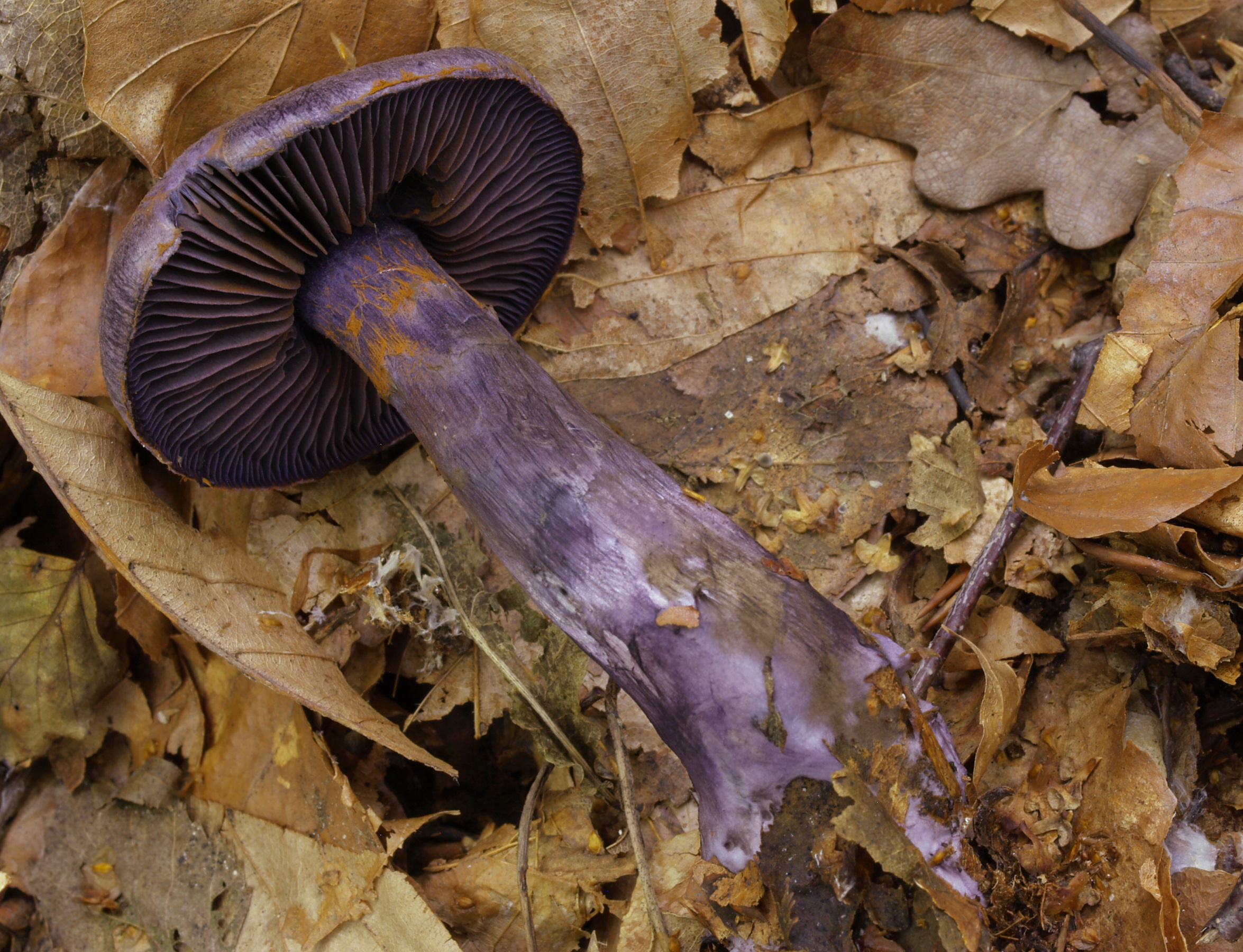
Cortinarius violaceus
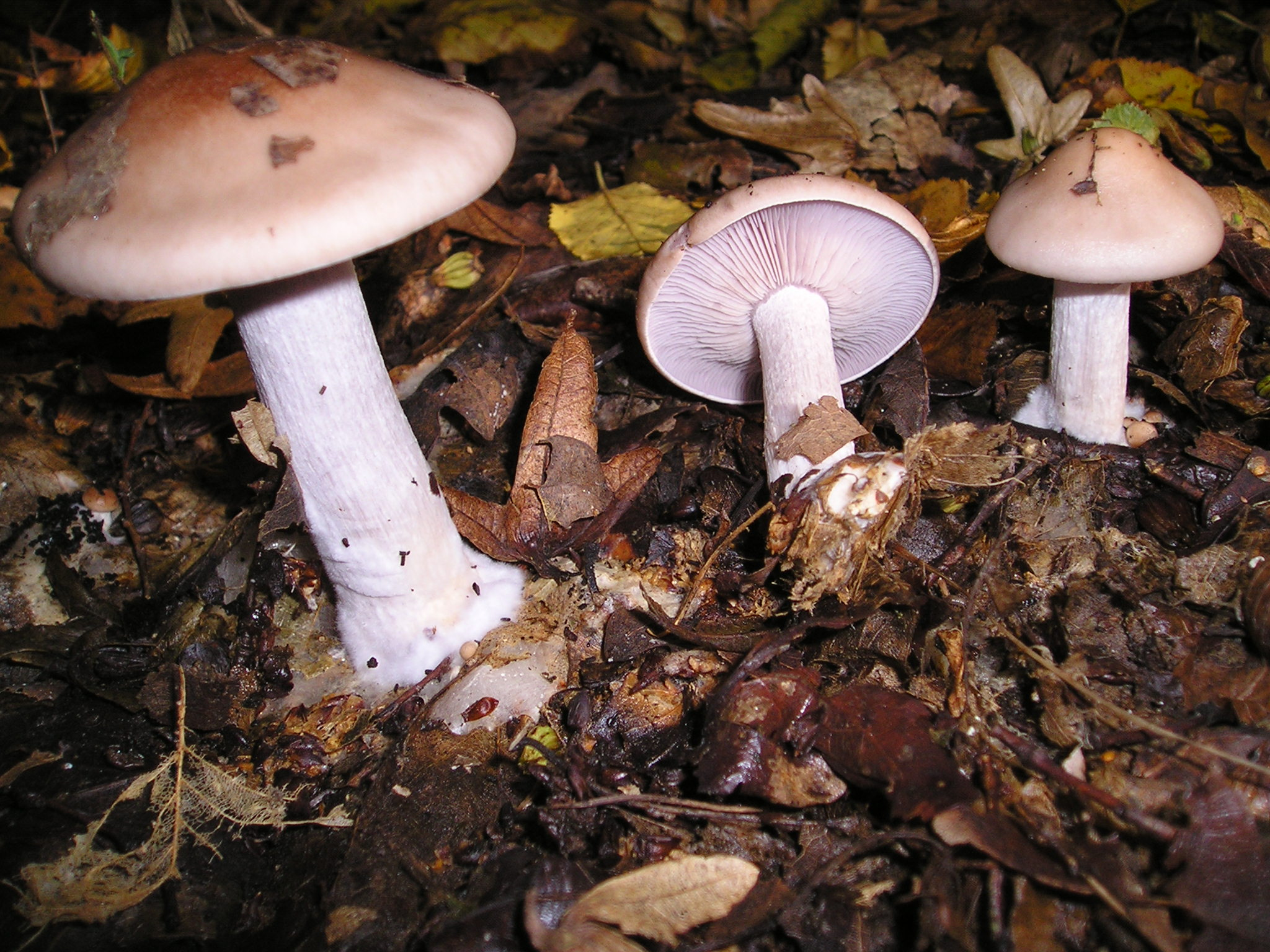
Lepista glaucocana
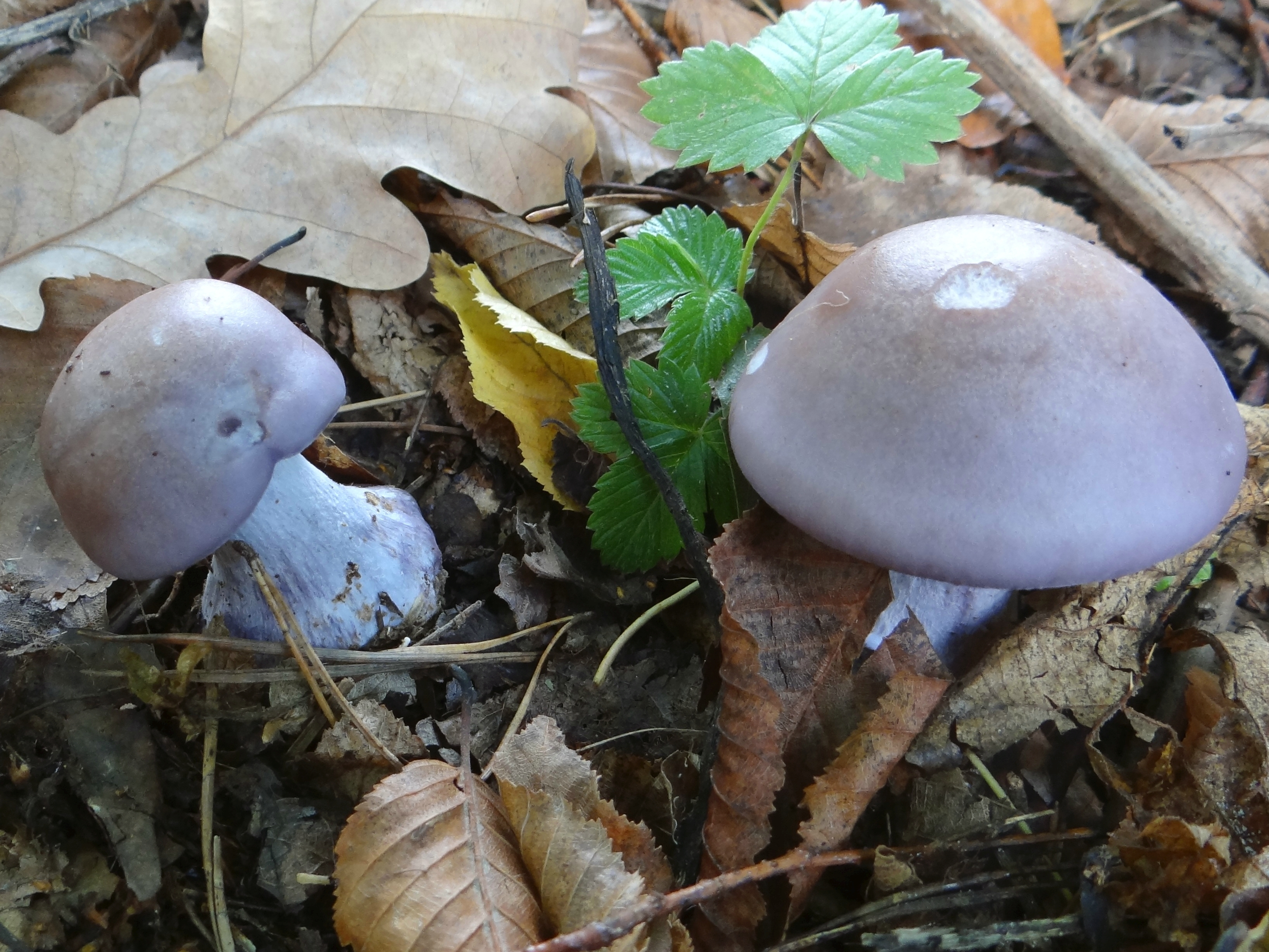
Lepista nuda
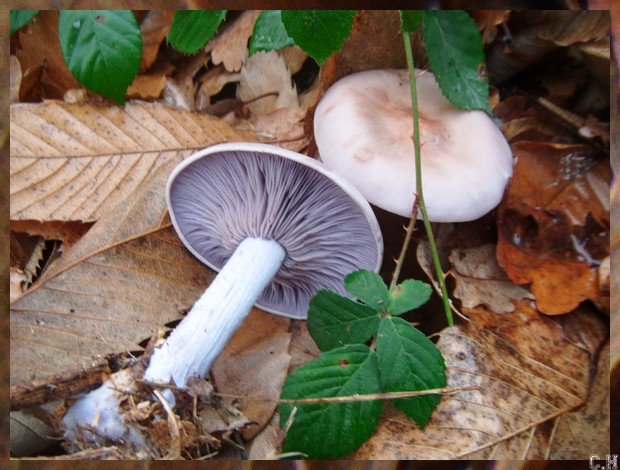
Lepista sordida

## Valorificare
Violeta falsă este destul de apreciată în bucătărie, nefiind astfel de insistentă privitor la miros și în special gust ca nicoretele violet. Pentru iubitorii acestui soi se găsesc multe rețete, de exemplu ciupercile pot fi prăjite cu ceapă și ficat de pui, porc sau vițel, blanșate într-un sos tartar ori de sparanghel sau pregătite ca salată cu mere și slănina sau, de asemenea prăjite, ca garnitură la o friptură ori umplutură pentru o omletă. Mai departe, ele sunt foarte gustoase fripte și apoi conservate în ulei sau oțet.
Nicoretele conține, de asemenea ca Lepista nuda, o dizaharida specifică, anume trehaloza, suportată de marea majoritate a oamenilor, care însă poate produce la acumulare și induce probleme digestive la indivizii sensibili (în special dacă ciuperca este consumată crudă). Buretele conține de asemenea manitol, un poliol neciclic, care poate cauza foarte rar creșterea presiunii osmotice în intestin.